# Christopher Lee
Sir Christopher Frank Carandini Lee, född 27 maj 1922 i Belgravia, London, död 7 juni 2015 i London, var en brittisk skådespelare, sångare och författare.

## Biografi

### Privatliv
Under andra världskriget var Lee officer i Royal Air Force och deltog också som frivillig i finska vinterkriget 1939–1940. Lee tillhörde på mödernet en adlig italiensk släkt med namnet Carandini, en av de äldsta släkterna i Europa. Sedan hans föräldrar hade skilt sig blev hans mor omgift med en morbror till Ian Fleming som skrev böckerna om James Bond, som därmed var hans "styvkusin".
Lee talade, utöver modersmålet engelska, flytande franska, italienska, spanska och tyska. Han uppgav även att han utöver dessa språk även tog sig fram hyfsat på ryska och grekiska och dåligt på svenska.  Han var även en stor beundrare av J.R.R. Tolkien och hans Midgård. Lee läste hans böcker minst en gång om året och menade att han alltid hittar nya saker att begrunda. Han spelade också trollkarlen Saruman i filmatiseringarna av Ring-trilogin och Hobbiten - en av hans sista filmroller.

### Skådespelarkarriären
Lee spelade med i över 250 filmer från 1947 och har också varit med i många TV-serier. Han debuterade på film Terence Youngs gotiska fiktionfilm Corridor of Mirrors (1947). Några av hans mest kända filmroller är som Greve Dracula i flera filmer, Francisco Scaramanga i James Bondfilmen Mannen med den gyllene pistolen, som Saruman i Härskarringen-trilogin och som Count Dooku i två episoder av Star Wars.

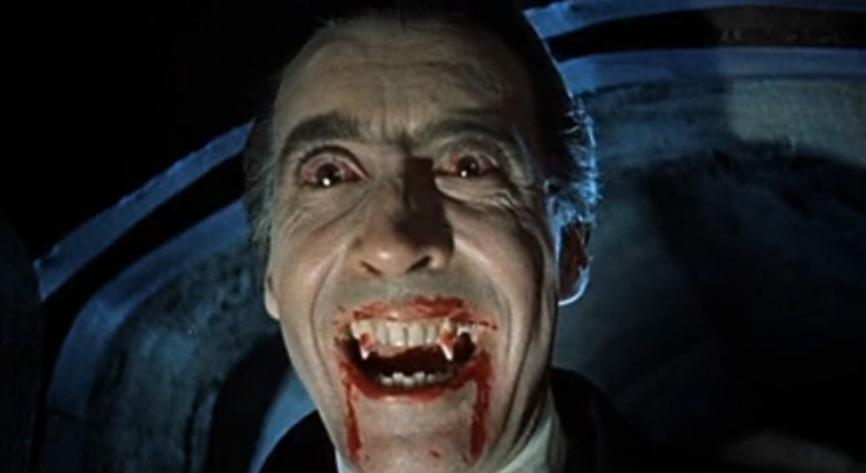
Lee i rollen som Greve Dracula i filmen I Draculas klor från 1958.

Lees första film för Hammer Film Productions var The Curse of Frankenstein där han spelade Frankensteins monster, med Peter Cushing som "Baron Victor Frankenstein". Det var som Dracula i Hammer-filmen I Draculas klor (1958) han fick sitt stora genombrott och han gjorde sig därefter främst känd inom skräckgenren. Förutom Frankensteins monster och Greve Dracula porträtterade han även Mumien, Fu Manchu, Grigorij Rasputin med flera. Han arbetade flitigt och förekom i såväl storfilmer som lågbudgetfilmer. I filmatiseringen av Astrid Lindgrens Mio, min Mio spelade han Riddar Kato. Kring millennieskiftet fick hans karriär ett nytt uppsving med rollerna i Sagan om ringen- och Star Wars-filmerna, såväl som Sleepy Hollow och Guldkompassen.

### Övrigt arbete
Christopher Lee sjöng även med det italienska bandet Rhapsody of Fire vid ett antal tillfällen och framförde en av huvudtexterna i låten The Magic of the Wizards Dream. Han lånade också ut sin röst till flera olika spel, bland andra rymdsimulatorn Freelancer. I januari 2010 meddelade Lee att han spelat in en symphonic metal-skiva om Karl den store, där han själv sjöng kungens roll i vad som kan liknas vid en klassisk rockopera. Skivan utgavs i mars 2010. 
Ungefär trettio år efter att ha spelat Francisco Scaramanga i Mannen med den gyllene pistolen bidrog han med sin röst åt Scaramanga i tv-spelet GoldenEye: Rogue Agent och även Kingdom Hearts II.
2014 släppte den 92-årige skådespelaren Sir Christopher Lee singeln "Darkest Carols, Faithful Sing".
Lee avled av hjärtsvikt på Chelsea and Westminster hospital den 7 juni 2015.

## Utmärkelser
Christopher Lee förlänades ridderskap (Knight Bachelor) av drottning Elizabeth II 13 juni 2009. Dessförinnan hade han utnämnts till kommendör av  Brittiska Imperieorden såväl som kommendör av Storbritanniska Johanniterorden.

## Filmografi

### Filmer
| Nr  | År   | Titel                                    | Roll                                                 | Noter                                                           |
| --- | ---- | ---------------------------------------- | ---------------------------------------------------- | --------------------------------------------------------------- |
| 1   | 1948 | Spegelkorridoren                         | Charles                                              |                                                                 |
| 2   | 1948 | One Night with You                       | Pirellis assistent                                   |                                                                 |
| 3   | 1948 | Hamlet                                   | Spjutbärare                                          | Okrediterad                                                     |
| 4   | 1948 | Penny and the Pownall Case               | Jonathan Blair                                       |                                                                 |
| 5   | 1948 | A Song for Tomorrow                      | Auguste                                              |                                                                 |
| 6   | 1948 | My Brother's Keeper                      | Second Constable                                     | Borttagna scener                                                |
| 7   | 1948 | Saraband                                 | Bit Part                                             | Okrediterad                                                     |
| 8   | 1948 | De fria viddernas män                    | Bernard Day                                          |                                                                 |
| 9   | 1949 | Hertiginnan dansar                       | Bongo                                                |                                                                 |
| 10  | 1950 | Pansarbrigaden                           | Chris Lewis                                          |                                                                 |
| 11  | 1950 | Unga toner                               | Newsman                                              |                                                                 |
| 12  | 1951 | Örnarnas dal                             | Det. Holt                                            |                                                                 |
| 13  | 1951 | Med flaggan i topp                       | Spansk kapten                                        |                                                                 |
| 13* | 1951 | Quo Vadis                                | Vagnförare                                           | Okrediterad                                                     |
| 14  | 1952 | Röde piraten                             | Joseph (attache)                                     |                                                                 |
| 15  | 1952 | Top Secret                               |                                                      | Okrediterad                                                     |
| 16  | 1952 | Paul Temple i dödsfara                   | Sir Felix Raybourne                                  |                                                                 |
| 17  | 1952 | Babes in Bagdad                          | Slavsäljare                                          |                                                                 |
| 18  | 1952 | Målaren på Moulin Rouge                  | Georges Seurat                                       |                                                                 |
| 20  | 1953 | Allt kan hända i Paris                   | Löjtnant Whitlock                                    | Okrediterad                                                     |
| 21  | 1954 | Destination Milan                        | Svenson                                              |                                                                 |
| 22  | 1955 | Man in Demand                            |                                                      |                                                                 |
| 23  | 1955 | Crossroads                               | The Ghost                                            |                                                                 |
| 24  | 1955 | Final Column                             |                                                      |                                                                 |
| 25  | 1955 | Äventyraren från Aragonien               | Kapten                                               |                                                                 |
| 26  | 1955 | Police Dog                               | Johnny                                               |                                                                 |
| 27  | 1955 | Den svarte hämnaren                      | Fransk patrullkapten vid ett värdshus                | Okrediterad                                                     |
| 28  | 1955 | Operation Cockleshell                    | Ubåtsbefälhavare                                     |                                                                 |
| 29  | 1955 | De fyra fjädrarna                        | Karaga Pasha                                         |                                                                 |
| 30  | 1956 | Alias John Preston                       | John Preston                                         |                                                                 |
| 31  | 1956 | Kompaniets svarta får                    | Gen. von Linbeck's aide                              | Okrediterad                                                     |
| 32  | 1956 | Port Afrique                             | Franz Vermes                                         |                                                                 |
| 33  | 1956 | Bortom Mombasa                           | Gil Rossi                                            |                                                                 |
| 34  | 1956 | Jagad över haven                         | Manolo                                               |                                                                 |
| 35  | 1957 | Generalen kidnappad                      | Tysk officer vid Dentists                            |                                                                 |
| 36  | 1957 | Natten det brann                         | Charles Highbury                                     |                                                                 |
| 37  | 1957 | The Traitor                              | Dr. Neumann                                          |                                                                 |
| 38  | 1957 | Frankensteins förbannelse                | Frankensteins monster                                |                                                                 |
| 39  | 1957 | Manuela                                  | Röstroll                                             | Okrediterad                                                     |
| 40  | 1957 | Bitter seger                             | Sgt. Barney                                          |                                                                 |
| 41  | 1957 | Sanningen om kvinnor                     | François                                             |                                                                 |
| 42  | 1958 | I giljotinens skugga                     | Marquis St. Evremonde                                |                                                                 |
| 43  | 1958 | I Draculas klor                          | Greve Dracula                                        |                                                                 |
| 44  | 1958 | Hemligt vapen                            | Labor Camp Captain, Men's Section                    |                                                                 |
| 45  | 1958 | Corridors of Blood                       | Resurrection Joe                                     |                                                                 |
| 46  | 1959 | Baskervilles hund                        | Sir Henry Baskerville                                |                                                                 |
| 47  | 1959 | Skräckens ansikte                        | Dr. Pierre Gerard                                    |                                                                 |
| 48  | 1959 | Det hänger på håret                      | Jaeger                                               |                                                                 |
| 49  | 1959 | Mumiens hämnd                            | Kharis                                               |                                                                 |
| 50  | 1959 | Tempi duri per i vampiri                 | Baron Roderico da Frankurten                         |                                                                 |
| 51  | 1960 | Too Hot to Handle                        | Novak                                                |                                                                 |
| 52  | 1960 | Hänsynlös ungdom                         | Kenny                                                |                                                                 |
| 53  | 1960 | The City of the Dead                     | Prof. Alan Driscoll                                  | Även kallat: Horror Hotel                                       |
| 54  | 1960 | Dr Jekylls 2 ansikten                    | Paul Allen                                           |                                                                 |
| 55  | 1960 | Strypande händer                         | Nero the magician                                    |                                                                 |
| 56  | 1961 | Röda draken                              | Chung King                                           |                                                                 |
| 57  | 1961 | Ett skri av fruktan                      | Doctor Pierre Gerrard                                |                                                                 |
| 58  | 1961 | Das Geheimnis der gelben Narzissen       | Ling Chu                                             |                                                                 |
| 59  | 1961 | Herkules i skräckens borg                | Kung Lico (Licos)                                    | Även kallat: Hercules in the Haunted World                      |
| 60  | 1962 | Stranglehold                             |                                                      |                                                                 |
| 61  | 1962 | Das Rätsel der roten Orchidee            | Kapten Allerman                                      |                                                                 |
| 62  | 1962 | The Pirates of Blood River               | Captain LaRoche                                      |                                                                 |
| 63  | 1962 | Djävulens agent                          | Baron von Staub                                      |                                                                 |
| 64  | 1962 | Ett fall för Sherlock Holmes             | Sherlock Holmes                                      |                                                                 |
| 65  | 1963 | Katarsis                                 | Mephistoles                                          |                                                                 |
| 66  | 1963 | La vergine di Norimberga                 | Erich                                                | Även kallat: Castle of Terror och Virgin of Nuremberg           |
| 67  | 1963 | La frusta e il corpo                     | Kurt Menliff                                         | Även kallat: The Whip and the Body och Night Is the Phantom     |
| 68  | 1964 | Il castello dei morti vivi               | Count Drago                                          | Även kallat: Castle of the Living Dead                          |
| 69  | 1964 | La cripta e l'incubo                     | Count Ludwig Karnstein                               | Även kallat: Crypt of the Vampire och Crypt of Horror           |
| 70  | 1964 | Djävulsskeppet                           | Kapten Robeles                                       |                                                                 |
| 71  | 1964 | Förstenad av skräck                      | Prof. Karl Meister                                   |                                                                 |
| 72  | 1965 | Mannen i tågkupén                        | Franklyn Marsh                                       |                                                                 |
| 73  | 1965 | Dödsgrottan vid Kuma                     | Billali                                              |                                                                 |
| 74  | 1965 | Dödskallen                               | Sir Matthew Phillips                                 |                                                                 |
| 75  | 1965 | Ten Little Indians                       | Röst till "Mr. Owen"                                 | Okrediterad                                                     |
| 76  | 1965 | Fu Manchu - skräckens mästare            | Dr. Fu Manchu / Lee Tao                              |                                                                 |
| 77  | 1966 | Theatre of Death                         | Philippe Darvas                                      |                                                                 |
| 78  | 1966 | Dracula - mörkrets furste                | Greve Dracula                                        |                                                                 |
| 79  | 1966 | Rasputin, the Mad Monk                   | Grigori Rasputin                                     |                                                                 |
| 80  | 1966 | Circus of Fear                           | Gregor                                               | Även kallat: Psycho Circus                                      |
| 81  | 1966 | Fu Manchus djävulska hämnd               | Fu Manchu                                            |                                                                 |
| 82  | 1967 | Blodtörst                                | Dr. Fu Manchu                                        |                                                                 |
| 83  | 1967 | Night of the Big Heat                    | Godfrey Hanson                                       |                                                                 |
| 84  | 1967 | Maffians överman                         | Drake #4                                             |                                                                 |
| 85  | 1967 | Die Schlangengrube und das Pendel        | Count Frederic Regula, Graf von Andomai              |                                                                 |
| 86  | 1968 | Monstret i skräckens hus                 | Morley                                               |                                                                 |
| 87  | 1968 | The Devil Rides Out                      | Duc de Richleau                                      |                                                                 |
| 88  | 1968 | The Face of Eve                          | Överste Stuart                                       |                                                                 |
| 89  | 1968 | Blodtörst                                | Fu Manchu                                            |                                                                 |
| 90  | 1968 | Draculas vålnad                          | Greve Dracula                                        |                                                                 |
| 91  | 1969 | The Castle of Fu Manchu                  | Fu Manchu                                            |                                                                 |
| 92  | 1969 | Mannen med den röda masken               | Dr. J. Neuhart                                       |                                                                 |
| 93  | 1969 | Låt pengarna rulla                       | Ships vampyr                                         |                                                                 |
| 94  | 1970 | Skriiik... och skriiik... igen!          | Fremont                                              |                                                                 |
| 95  | 1970 | Umbracle                                 | The Man                                              |                                                                 |
| 96  | 1970 | The Bloody Judge                         | Lord George Jeffreys                                 |                                                                 |
| 97  | 1970 | Nachts, wenn Dracula erwacht             | Greve Dracula                                        |                                                                 |
| 98  | 1970 | Blodsmak                                 | Greve Dracula                                        |                                                                 |
| 99  | 1970 | Två vita och en brun                     | Greve Dracula                                        |                                                                 |
| 100 | 1970 | Julius Caesar                            | Artemidorus                                          |                                                                 |
| 101 | 1970 | Eugenie                                  | Dolmance                                             | Även kallat: Eugenie - The Story of Her Journey into Perversion |
| 102 | 1970 | "Sherlock Holmes" - privatögat privat    | Mycroft Holmes                                       |                                                                 |
| 103 | 1970 | Draculas märke                           | Greve Dracula                                        |                                                                 |
| 104 | 1971 | Huset som droppade blod                  | John Reid                                            | Segment: "Sweets to the Sweet"                                  |
| 105 | 1971 | Fruktans monster                         | Dr. Charles Marlowe/Edward Blake                     |                                                                 |
| 106 | 1971 | Jakten på bröderna Clemens               | Bailey                                               |                                                                 |
| 107 | 1972 | Death Line                               | Stratton-Villiers, MI5                               | Även kallat: Raw Meat                                           |
| 108 | 1972 | I nattens mörker                         | Col. Charles Bingham                                 |                                                                 |
| 109 | 1972 | Dracula A.D. 1972                        | Greve Dracula                                        |                                                                 |
| 110 | 1973 | Dark Places                              | Dr. Mandeville                                       |                                                                 |
| 111 | 1973 | Djävulens skelett                        | James Hildern                                        |                                                                 |
| 112 | 1973 | Dracula och djävulsdyrkarna              | Greve Dracula                                        |                                                                 |
| 113 | 1973 | Dödsexpressen                            | Sir Alexander Saxton                                 |                                                                 |
| 114 | 1973 | De tre musketörerna                      | Rochefort                                            |                                                                 |
| 115 | 1973 | Dödlig skörd                             | Lord Summerisle                                      |                                                                 |
| 116 | 1974 | De fyra musketörerna                     | Rochefort                                            |                                                                 |
| 117 | 1974 | Mannen med den gyllene pistolen          | Francisco Scaramanga                                 |                                                                 |
| 118 | 1975 | Diagnosis: Murder                        | Dr. Stephen Hayward                                  |                                                                 |
| 119 | 1975 | Le boucher, la star et l'orpheline       | Van Krig/Sig själv                                   |                                                                 |
| 120 | 1976 | The Keeper                               | The Keeper                                           |                                                                 |
| 121 | 1976 | Pharaoh Starrs Tomb                      | Michael                                              |                                                                 |
| 122 | 1976 | Killer Force                             | Major Chilton                                        | Även kallat: The Diamond Mercenaries                            |
| 123 | 1976 | En dotter åt djävulen                    | Father Michael Rayner                                |                                                                 |
| 123 | 1976 | Dracula père et fils                     | Prince of Darkness                                   | Även kallat: Dracula and Son                                    |
| 124 | 1976 | Albino                                   | Bill                                                 | Även kallat: Whispering Death och Death in the Sun              |
| 125 | 1977 | Haveriplats: Bermudatriangeln            | Martin Wallace                                       |                                                                 |
| 126 | 1977 | Meatcleaver Massacre                     | Berättaren                                           | Även kallat: Evil Force och Revenge of the Dead                 |
| 127 | 1977 | End of the World                         | Fader Pergado / Zindar                               |                                                                 |
| 128 | 1977 | Starship Invasions                       | Kapten Rameses                                       |                                                                 |
| 129 | 1978 | Return from Witch Mountain               | Dr. Victor Gannon                                    |                                                                 |
| 130 | 1978 | Caravans                                 | Sardar Khan                                          |                                                                 |
| 131 | 1978 | Circle of Iron                           | Zetan                                                | Även kallat: The Silent Flute                                   |
| 132 | 1979 | Passet                                   | Gypsy                                                |                                                                 |
| 133 | 1979 | Arabian Adventure                        | Alquazar                                             |                                                                 |
| 134 | 1979 | Nutcracker Fantasy                       | Farbror Drosselmeyer / Gatusångare / Urmakare        | Röstroll                                                        |
| 135 | 1979 | Jaguar Lives!                            | Adam Caine                                           |                                                                 |
| 136 | 1979 | Bear Island                              | Lechinski                                            |                                                                 |
| 137 | 1979 | 1941 – Ursäkta, var är Hollywood?        | Capt. Wolfgang von Kleinschmidt                      |                                                                 |
| 138 | 1979 | Captain America II: Death Too Soon       | Miguel                                               |                                                                 |
| 139 | 1980 | Serial                                   | Luckman Skull                                        |                                                                 |
| 140 | 1981 | The Salamander                           | Prince Baldasar, the Director of Counterintelligence |                                                                 |
| 141 | 1981 | Desperate Moves                          | Dr. Carl Boxer                                       |                                                                 |
| 142 | 1981 | Öga för öga                              | Morgan Canfield                                      |                                                                 |
| 143 | 1982 | Safari 3000                              | Count Borgia                                         |                                                                 |
| 144 | 1982 | Den sista enhörningen                    | Kung Haggard                                         | Röstroll; även i tyskspråkiga versionen                         |
| 145 | 1983 | New Magic                                | Mr. Kellar                                           |                                                                 |
| 146 | 1983 | The Return of Captain Invincible         | Mr. Midnight                                         |                                                                 |
| 147 | 1983 | House of the Long Shadows                | Corrigan                                             |                                                                 |
| 148 | 1984 | The Rosebud Beach Hotel                  | Mr. Clifford King                                    |                                                                 |
| 149 | 1985 | Mask of Murder                           | Chief Supt. Jonathan Rich                            |                                                                 |
| 150 | 1985 | Howling II: Your Sister Is a Werewolf    | Stefan Crosscoe                                      |                                                                 |
| 151 | 1986 | The Girl                                 | Peter Storm                                          |                                                                 |
| 152 | 1987 | Shaka Zulu                               | Lord Bathurst                                        |                                                                 |
| 153 | 1987 | Jocks                                    | President White                                      |                                                                 |
| 154 | 1987 | Mio min Mio                              | Kato                                                 |                                                                 |
| 155 | 1988 | Dark Mission                             | Luis Morel                                           |                                                                 |
| 156 | 1989 | Murder Story                             | Willard Hope                                         |                                                                 |
| 157 | 1989 | La chute des aigles                      | Walter Strauss                                       |                                                                 |
| 158 | 1989 | The Return of the Musketeers             | Rochefort                                            |                                                                 |
| 159 | 1990 | The Rainbow Thief                        | Farbror Rudolf                                       |                                                                 |
| 160 | 1990 | L'avaro                                  | Cardinale Spinosi                                    |                                                                 |
| 161 | 1990 | Spioner för miljoner                     | Lazos                                                |                                                                 |
| 162 | 1990 | Panga                                    | -                                                    |                                                                 |
| 163 | 1990 | Gremlins 2 - Det nya gänget              | Doctor Catheter                                      |                                                                 |
| 164 | 1991 | Curse III: Blood Sacrifice               | Doctor Pearson                                       |                                                                 |
| 165 | 1992 | Jackpot                                  | Cedric                                               |                                                                 |
| 166 | 1992 | Kabuto                                   | Kung Philip                                          |                                                                 |
| 167 | 1994 | Polisskolan 7: Uppdrag i Moskva          | Cmndt. Alexandrei Nikolaivich Rakov                  |                                                                 |
| 168 | 1994 | Funny Man                                | Callum Chance                                        |                                                                 |
| 169 | 1994 | Flesh and Blood                          | Berättaren/Sig själv                                 | Hans sista samarbete med Peter Cushing                          |
| 170 | 1995 | A Feast at Midnight                      | V. E. Longfellow, Raptor                             |                                                                 |
| 171 | 1996 | Welcome to the Discworld                 | Death                                                |                                                                 |
| 172 | 1996 | The Stupids                              | Evil Sender                                          |                                                                 |
| 173 | 1998 | Talos - mumiens förbannelse              | Sir Richard Turkel                                   |                                                                 |
| 174 | 1998 | Jinnah                                   | Mohammed Ali Jinnah                                  | Lee anser att detta är hans favoritfilmroll                     |
| 175 | 1999 | Sleepy Hollow                            | Burgomaster                                          |                                                                 |
| 176 | 2001 | Sagan om ringen                          | Saruman                                              |                                                                 |
| 177 | 2002 | Star Wars: Episod II – Klonerna anfaller | Greve Dooku / Darth Tyranus                          |                                                                 |
| 178 | 2002 | Sagan om de två tornen                   | Saruman                                              |                                                                 |
| 179 | 2003 | Sagan om konungens återkomst             | Saruman                                              | Endast i Extended Edition                                       |
| 180 | 2004 | De blodröda floderna II                  | Heinrich von Garten                                  |                                                                 |
| 181 | 2005 | Greyfriars Bobby                         | The Lord Provost                                     |                                                                 |
| 182 | 2005 | Star Wars: Episod III – Mörkrets hämnd   | Greve Dooku / Darth Tyranus                          |                                                                 |
| 183 | 2005 | Kalle och chokladfabriken                | Dr. Wilbur Wonka                                     |                                                                 |
| 184 | 2005 | Corpse Bride                             | Pastor Galswells                                     | Röstroll                                                        |
| 185 | 2007 | Guldkompassen                            | Magisteriet första högrådsmedlem                     |                                                                 |
| 186 | 2008 | Star Wars: The Clone Wars                | Greve Dooku / Darth Tyranus                          | Röstroll                                                        |
| 187 | 2009 | Boogie Woogie                            | Alfred Rhinegold                                     |                                                                 |
| 188 | 2009 | Vittne till ett krig                     | Joaquín Morales                                      |                                                                 |
| 189 | 2009 | Glorious 39                              | Walter                                               |                                                                 |
| 190 | 2010 | Alice i Underlandet                      | Jabberwocky                                          | Röstroll                                                        |
| 191 | 2010 | Burke & Hare                             | Joseph                                               |                                                                 |
| 192 | 2010 | The Heavy                                | Mr. Mason                                            |                                                                 |
| 193 | 2011 | Season of the Witch                      | Kardinal D’Ambroise                                  |                                                                 |
| 194 | 2011 | The Resident                             | August                                               |                                                                 |
| 195 | 2011 | The Wicker Tree                          | Old Gentleman                                        |                                                                 |
| 196 | 2011 | Grave Tales                              | Sig själv                                            |                                                                 |
| 197 | 2011 | Hugo Cabret                              | Monsieur Labisse                                     |                                                                 |
| 198 | 2012 | The Hunting of the Snark                 | Berättare                                            | Röstroll                                                        |
| 199 | 2012 | Dark Shadows                             | Silas Clarney                                        |                                                                 |
| 200 | 2012 | Hobbit: En oväntad resa                  | Saruman                                              |                                                                 |
| 201 | 2013 | Night Train to Lisbon                    | Father Bartolomeu                                    |                                                                 |
| 202 | 2013 | Necessary Evil                           | Berättaren                                           | Röstroll                                                        |
| 203 | 2013 | The Girl from Nagasaki                   | Old Officer Pinkerton                                |                                                                 |
| 204 | 2014 | Hobbit: Femhäraslaget                    | Saruman                                              |                                                                 |
| 205 | 2015 | Extraordinary Tales                      | Berättare                                            | Röstroll                                                        |
| 206 | 2015 | Angels in Notting Hill                   | Gud/Mr. President                                    | Röstroll                                                        |

### TV
| År        | Titel                                   | Roll                       | Noter                                                          |
| --------- | --------------------------------------- | -------------------------- | -------------------------------------------------------------- |
| 1955      | Moby Dick—Rehearsed                     | A Stage Manager/Flask      | TV-film                                                        |
| 1955      | The Vise                                | Olika roller               | Avsnitt: "Stronghold", "Price of Vanity", "The Final Column"   |
| 1955      | Tales of Hans Anderson                  | Olika roller               | Avsnitt: "Wee Willie Winkie", "The Cripple Boy"                |
| 1956      | Chevron of Fallen Stars                 | Governor                   | Avsnitt: "Captain Kidd"                                        |
| 1956      | The Adventures of the Scarlet Pimpernel | Louis (Okrediterad)        | Avsnitt: "The Elusive Chauvelin"                               |
| 1956      | Colonel March of Scotland Yard          | Jean-Pierre                | Avsnitt: "At Night All Cats Are Grey"                          |
| 1953–1956 | Douglas Fairbanks, Jr., Presents        | Olika roller               | 13 avsnitt                                                     |
| 1956      | Sailor of Fortune                       | Olika roller               | Avsnitt: "The Desert Hostages", "Stranger in Danger"           |
| 1956      | The Adventures of Aggie                 | Inspector Hollis           | Avsnitt: "Cut Glass"                                           |
| 1957      | Errol Flynn Theater                     | Olika roller               | 4 avsnitt                                                      |
| 1956–1957 | Assignment Foreign Legion               | Olika roller               | Avsnitt: "As We Forgive", "The Anaya"                          |
| 1957      | The Gay Cavalier                        | Överste Jeffries           | Avsnitt: "The Lady's Dilemma"                                  |
| 1958      | O.S.S.                                  | Dessinger                  | Avsnitt: "Operation Firefly"                                   |
| 1958      | Ivanhoe                                 | Sir Otto                   | Avsnitt: "The German Knight"                                   |
| 1958      | White Hunter                            | Mark Caldwell              | Avsnitt: "This Hungry Hell"                                    |
| 1959      | William Tell                            | Prince Erik                | Avsnitt: "Manhunt"                                             |
| 1960      | Tales of the Vikings                    | Norman Knight              | Avsnitt: "The Bull"                                            |
| 1961      | Alcoa Presents: One Step Beyond         | Wilhelm Reitlinger         | Avsnitt: "The Sorcerer"                                        |
| 1964      | The Alfred Hitchcock Hour               | Karl Jorla                 | Avsnitt: "The Sign of Satan"                                   |
| 1967      | The Avengers                            | Professor Stone            | Avsnitt: "Never, Never Say Die"                                |
| 1969      | The Avengers                            | Överste Mannering          | Avsnitt: "The Interrogators"                                   |
| 1969      | Light Entertainment Killers             |                            | TV-film                                                        |
| 1973      | Stackars sate!                          | Lucifer                    | TV-film                                                        |
| 1973      | Great Mysteries                         | Arnaud                     | Avsnitt: "The Leather Funnel"                                  |
| 1976      | Space: 1999                             | Kapten Zandor              | Avsnitt: "Earthbound"                                          |
| 1978      | Familjen Macahan                        | The Grand Duke             | TV-miniserie                                                   |
| 1978      | The Pirate                              | Samir Al Fay               | TV-film                                                        |
| 1979      | Captain America II: Death Too Soon      | Miguel                     | TV-film                                                        |
| 1980      | Once Upon a Spy                         | Marcus Valorium            | TV-film                                                        |
| 1980      | Charlies änglar                         | Dale Woodman               | Avsnitt: "Angel in Hiding"                                     |
| 1981      | Evil Stalks This House                  | Värd                       | TV-film                                                        |
| 1981      | Goliath Awaits                          | John McKenzie              | TV-film                                                        |
| 1982      | Massarati and the Brain                 | Victor Leopold             | TV-film                                                        |
| 1982      | Charles & Diana: A Royal Love Story     | Prins Philip               | TV-film                                                        |
| 1984      | The Far Pavilions                       | Kaka-ji Rao                | TV-miniserie                                                   |
| 1984      | Faerie Tale Theatre                     | King Vladimir V            | Avsnitt: "The Boy Who Left Home to Find Out About the Shivers" |
| 1986      | Un métier du seigneur                   | Fog                        | TV-film                                                        |
| 1986      | The Disputation                         | Kung James of Aragon       | TV-film                                                        |
| 1986      | Shaka Zulu                              | Lord Bathurst              | TV-miniserie                                                   |
| 1989      | Around the World in 80 Days             | Stuart                     | TV-miniserie                                                   |
| 1989      | Franska revolutionen                    | Sanson                     | Segment: "Les Années Terribles"                                |
| 1990      | Dödligt sällskap                        | Karlis Zander              | TV-film                                                        |
| 1990      | Skattkammarön                           | Blind Pew                  | TV-film                                                        |
| 1991      | Incident at Victoria Falls              | Sherlock Holmes            | TV-film                                                        |
| 1992      | Beauty and the Beast                    | Monsieur Renard (Röstroll) | TV-film                                                        |
| 1992      | Sherlock Holmes and the Leading Lady    | Sherlock Holmes            | TV-film                                                        |
| 1992      | Indiana Jones äventyr                   | Count Ottokar Graf Czerin  | Avsnitt: "Austria, March 1917"                                 |
| 1992      | Inside Out II                           | Mr. Bernard                | TV-film                                                        |
| 1993      | Dödens tåg                              | General Konstantin Benin   | TV-film                                                        |
| 1995      | The Tomorrow People                     | Rameses                    | 5 avsnitt                                                      |
| 1995      | Bibeln: Moses                           | Ramses                     | TV-film                                                        |
| 1995      | Tales of Mystery and Imagination        | Host                       | TV-serie                                                       |
| 1996      | Sorellina e il principe del sogno       | Azaret                     | TV-film                                                        |
| 1997      | Ivanhoe                                 | Lucas de Beaumanoir        | TV-miniserie                                                   |
| 1997      | Soul Music                              | Death                      | TV-serie                                                       |
| 1997      | Wyrd Sisters                            | Death                      | TV-miniserie                                                   |
| 1997      | Odysséen                                | Tiresias                   | TV-miniserie                                                   |
| 1997–1998 | The New Adventures of Robin Hood        | Olwyn                      | 6 avsnitt                                                      |
| 1996–1999 | Blue Heelers                            | Richard                    | 4 avsnitt                                                      |
| 2000      | Gormenghast                             | Flay                       | TV-miniserie                                                   |
| 2000      | In the Beginning                        | Ramses I                   | TV-film                                                        |
| 2000      | Ghost Stories for Christmas             | M. R. James                | TV-miniserie                                                   |
| 2001      | Les Redoutables                         | Death                      | Segment: "Confession" (Okänt antal avsnitt)                    |
| 2005      | Pope John Paul II                       | Kardinal Stefan Wyszyński  | TV-miniserie                                                   |
| 2008      | The Colour of Magic                     | Death                      | Röstroll                                                       |

## Datorspel
| År   | Titel                                                  | Roll                             | Noter                              |
| ---- | ------------------------------------------------------ | -------------------------------- | ---------------------------------- |
| 1994 | Ghosts                                                 | Dr. Marcus Grimalkin / Sig själv |                                    |
| 1999 | The Rocky Interactive Horror Show                      | Berättaren                       |                                    |
| 2001 | Conquest: Frontier Wars                                | Anvil / Headquarters             |                                    |
| 2002 | The Lord of the Rings: The Two Towers                  | Saruman                          | Endast arkivmaterialröst           |
| 2003 | Freelancer                                             |                                  |                                    |
| 2003 | The Lord of the Rings: The Return of the King          | Saruman                          |                                    |
| 2004 | EverQuest II                                           | Lucan D'Lere                     |                                    |
| 2004 | GoldenEye: Rogue Agent                                 | Francisco Scaramanga             |                                    |
| 2005 | The Lord of the Rings: The Third Age                   | Saruman                          |                                    |
| 2005 | Slaget om Midgård – Härskarringen                      | Saruman                          |                                    |
| 2005 | Star Wars Episode III: Revenge of the Sith             | Greve Dooku                      | Endast arkivmaterialröst           |
| 2006 | Kingdom Hearts II                                      | DiZ / Ansem the Wise             |                                    |
| 2006 | Ringarnas Herre: Slaget om Midgård II                  | Saruman                          |                                    |
| 2007 | Kingdom Hearts II Final Mix                            | DiZ / Ansem the Wise             |                                    |
| 2008 | Ringarnas Herre: Slaget om Midgård II – Häxkungens Tid | Saruman                          |                                    |
| 2009 | Kingdom Hearts 358/2 Days                              | DiZ                              |                                    |
| 2010 | Star Wars Battlefront: Elite Squadron                  | Greve Dooku                      | Endast arkivmaterialröst           |
| 2012 | Lego The Lord of the Rings                             | Saruman                          | Endast arkivmaterialröst           |
| 2013 | Kingdom Hearts HD 1.5 Remix                            | DiZ                              | Endast arkivmaterialröst           |
| 2014 | LEGO The Hobbit: The Video Game                        | Saruman/Berättaren               | Endast arkivmaterialröst (Saruman) |
| 2014 | Kingdom Hearts HD 2.5 Remix                            | DiZ / Ansem the Wise             | Endast arkivmaterialröst           |

## Diskografi

### Solo
Album
- Christopher Lee Sings Devils, Rogues & Other Villains (1998)
- Revelation (2006)
- Charlemagne: By the Sword and the Cross (2010)
- Charlemagne: The Omens of Death (2013)

EP
- A Heavy Metal Christmas (2012)
- A Heavy Metal Christmas Too (2013)
- Metal Knight (2014)

Singlar
- "Let Legend Mark Me as the King" (2012)
- "The Ultimate Sacrifice" (2012)
- "Darkest Carols, Faithful Sing" (2014)

### Med Rhapsody of Fire
Album
- Symphony of Enchanted Lands II – The Dark Secret (2004), som berättare
- Triumph or Agony (2006), som berättare och Lothen
- The Frozen Tears of Angels (2010), som berättare och Lothen
- From Chaos to Eternity (2011), som the Wizard King

EP
- The Cold Embrace of Fear – A Dark Romantic Symphony (2010), som the Wizard King